# Grand View
Grand View – miasto w Stanach Zjednoczonych, w stanie Idaho, w hrabstwie Owyhee.